# الخیثر
الخیثر (به عربی: الخيثر) یک شهرداری‌های الجزایر در الجزایر است که در ناحیه بوقطب واقع شده‌است.
 الخیثر  ۶٬۹۴۹ نفر جمعیت دارد.